# Amarapur, Sampgaon
Amarapur là một làng thuộc tehsil Sampgaon, huyện Belgaum, bang Karnataka, Ấn Độ.